# Eleições municipais na cidade do Rio de Janeiro em 1988
As eleições municipais no Rio de Janeiro em 1988 ocorreram em 15 de novembro, como parte das eleições municipais em 24 estados brasileiros e nos  territórios federais do Amapá e Roraima. Foram eleitos o prefeito Marcelo Alencar, o vice-prefeito Roberto d'Ávila e 42 vereadores.
Nascido no Rio de Janeiro, o advogado Marcelo Alencar diplomou-se pela Universidade Federal do Rio de Janeiro assumindo o cargo de procurador-geral do Instituto de Administração Financeira da Previdência Social (IAPAS) em 1953. Defensor de presos políticos durante o Regime Militar de 1964, foi eleito suplente do senador Mário Martins pelo MDB da Guanabara em 1966, mas ambos foram cassados e tiveram os direitos políticos suspensos por dez anos via Ato Institucional Número Cinco, em 1969. Diretor do Correio da Manhã, filiou-se ao PDT em 1980. No primeiro mandato do  Leonel Brizola como governador do Rio de Janeiro, assumiu a presidência do Banco do Estado do Rio de Janeiro em 1983 e meses depois foi designado prefeito da cidade do Rio de Janeiro em substituição a Jamil Haddad. Candidato a senador em 1986, foi o segundo mais votado pelos fluminenses, mas perdeu a vaga para Afonso Arinos, o quinto mais votado, graças ao ardil das sublegendas. Apresentador da Rádio Carioca, afastou-se da mesma a fim de eleger-se prefeito do Rio de Janeiro em 1988.
Natural de São Paulo, o jornalista Roberto d'Ávila formou-se pela Sorbonne em 1975. Trabalhou na Rede Globo como repórter do Jornal Nacional e do Fantástico. Sua carreira prosseguiu como apresentador de programas como Abertura, na Rede Tupi e Canal Livre na Rede Bandeirantes entre 1979 e 1983. Ao lado de Fernando Barbosa Lima e Walter Salles, fundou a Intervideo e nela levou ao ar em 1984, pela Rede Manchete, os programas Diálogo, Conexão Internacional, Persona e Programa de Domingo. Eleito deputado federal pelo PDT em 1986, assinou a Constituição de 1988 e pouco depois foi eleito vice-prefeito do Rio de Janeiro, mandato acumulou com o de parlamentar, licenciando-se deste para assumir como secretário municipal de Cultura, Turismo e Esporte e depois secretário municipal de Assuntos Especiais na administração de seu companheiro de chapa, o prefeito Marcelo Alencar.

## Campanha

### Aspectos gerais
A campanha eleitoral contou com a participação de 14 concorrentes ao principal cargo majoritário da cidade. Durante a corrida eleitoral, Daniel Tourinho (PJ) e Jó Antônio Rezende (PSB), então vice-prefeito, desistiram de continuar na disputa, dando lugar respectivamente, a Antônio Vilardo e Antonio Alcides. O prefeito em exercício Saturnino Braga, do PSB, não pôde buscar a reeleição devido ao limite constitucional de um único mandato.

### Participação do Macaco Tião
Além do triunfo obtido por Marcelo Alencar, outro destaque foi a candidatura fictícia do Macaco Tião, um chimpanzé do Zoológico do Rio de Janeiro, lançada pela revista Casseta Popular, que defendia o voto nulo.
Inscrito sob o fictício "Partido Bananista Brasileiro (PBB)", a brincadeira provocou reações negativas na imprensa e meios artísticos (como Jô Soares e Chico Anísio) e políticos que temiam um incentivo ao voto nulo. O jornalista e vereador Sérgio Cabral chegou a lançar um adversário e anticandidato para Tião, o macaco "Simão", com o slogan "aquele que gosta de eleição", como forma de tentar despertar o interesse dos cariocas no pleito.
Como à época o voto ainda era manual (o eleitor escrevia o que podia na cédula de votação), Tião teria recebido quase 300 mil votos, o que o teria deixado em quarto lugar nas urnas. Embora o TRE-RJ tenha anulado todos os votos atribuídos ao Macaco Tião, ele foi incluído no Guinness World Records, na categoria “Chimpanzé mais votado do mundo”, e ainda ganhou uma estátua em sua homenagem do Jardim Zoológico carioca.

## Resultado da eleição para prefeito
Foram apurados 2.383.943 votos nominais (75,60%), 469.543 votos em branco (14,89%) e 300.012 votos nulos (9,51%), resultando no comparecimento de 3.153.498 eleitores.
| Candidatos a prefeito da cidade | Candidatos a vice-prefeito   | Número | Coligação                                                            | Votação | Percentual |
| ------------------------------- | ---------------------------- | ------ | -------------------------------------------------------------------- | ------- | ---------- |
| Marcello Alencar PDT            | Roberto d'Ávila PDT          | 12     | Pacto Democrático Trabalhista (PDT, PS, PASART, PNAB, PTN, PSC, PCN) | 998.008 | 41,86%     |
| Jorge Bittar PT                 | Cleonice Dias PT             | 13     | PT (sem coligação)                                                   | 552.149 | 23,16%     |
| Álvaro Valle PL                 | Richardson Valle PL          | 22     | Aliança Liberal (PL, PDS)                                            | 393.761 | 16,52%     |
| Artur da Távola PSDB            | Cesário de Mello Franco PSDB | 45     | Rio, Amanhã Melhor (PSDB, PCdoB)                                     | 154.176 | 6,47%      |
| José Colagrossi Filho PMDB      | Hélio Ferraz PFL             | 15     | Aliança Popular Progressista (PMDB, PFL, PTR)                        | 127.766 | 5,36%      |
| Roberto Jefferson PTB           | David Raw PTB                | 14     | PTB (sem coligação)                                                  | 68.156  | 2,86%      |
| Paulo Ramos PMN                 | Celso Brant PMN              | 33     | SOS Rio (PMN, PRP)                                                   | 37.500  | 1,57%      |
| Wagner Cavalcanti PDC           | Jaime Silveira PDC           | 17     | PDC (sem coligação)                                                  | 17.512  | 0,74%      |
| Aurizete Menezes PSD            | Franklin Valadares PSD       | 41     | PSD (sem coligação)                                                  | 10.669  | 0,45%      |
| Lincoln Sobral PH               | Leila Jurema PH              | 19     | PH (sem coligação)                                                   | 9.822   | 0,41%      |
| Antônio Vilardo PJ              | Roberta Malheiro PJ          | 36     | Rio Livre (PJ, PMB)                                                  | 4.100   | 0,17%      |
| Olindo Maia PNA                 | Pedro Paulo Cintra PNA       | 48     | PNA (sem coligação)                                                  | 3.817   | 0,16%      |
| Luís Carlos de Oliveira PMC     | Djalma Souza PMC             | 18     | Compromisso Democrático (PMC, PPB)                                   | 3.548   | 0,15%      |
| Antônio Alcides PSB             | José Francisco da Cruz PSB   | 40     | Frente Rio (PSB, PCB, PV)                                            | 2.959   | 0,12%      |
| Fontes:                         |                              |        |                                                                      |         |            |

## Vereadores eleitos no Rio de Janeiro
Segue abaixo os 42 vereadores integrantes da Câmara Municipal do Rio de Janeiro.
| Vereadores eleitos na cidade | Partido | Votação | Percentual | Cidade onde nasceu   | Unidade federativa |
| Alfredo Sirkis               | PV      | 43.452  |            | Rio de Janeiro       | Rio de Janeiro     |
| Aarão Steinbruch             | PASART  | 40.126  |            | Santa Maria          | Rio Grande do Sul  |
| Wilson Leite Passos          | PDS     | 34.527  |            | Rio de Janeiro       | Rio de Janeiro     |
| Francisco Milani             | PCB     | 24.140  |            | São Paulo            | São Paulo          |
| Lícia Caniné "Ruça"          | PCB     | 18.091  |            |                      |                    |
| Celso Macedo                 | PTB     | 17.434  |            |                      |                    |
| Neuza Amaral                 | PL      | 16.320  |            | São José do Barreiro | São Paulo          |
| Chico Alencar                | PT      | 16.038  |            | Rio de Janeiro       | Rio de Janeiro     |
| Túlio Simões                 | PFL     | 14.189  |            |                      |                    |
| Ronaldo Gomlevsky            | PL      | 13.492  |            | Rio de Janeiro       | Rio de Janeiro     |
| Jorge Felippe                | PDT     | 12.690  |            | Rio de Janeiro       | Rio de Janeiro     |
| Nestor Rocha                 | PDT     | 12.085  |            | Rio de Janeiro       | Rio de Janeiro     |
| Tito Ryff                    | PDT     | 11.937  |            | Porto Alegre         | Rio Grande do Sul  |
| Sérgio Cabral                | PSB     | 11.913  |            | Rio de Janeiro       | Rio de Janeiro     |
| Paulo César de Almeida       | PFL     | 11.751  |            | Rio de Janeiro       | Rio de Janeiro     |
| Jair Bolsonaro               | PDC     | 11.062  |            | Glicério             | São Paulo          |
| Augusto Paz                  | PMDB    | 10.990  |            |                      |                    |
| Waldir Abrão                 | PTB     | 10.597  |            |                      |                    |
| Adilson Pires                | PT      | 10.557  |            | Rio de Janeiro       | Rio de Janeiro     |
| Maurício Azêdo               | PDT     | 10.093  |            | Rio de Janeiro       | Rio de Janeiro     |
| Fernando William             | PDT     | 9.989   |            | Rio de Janeiro       | Rio de Janeiro     |
| Regina Gordilho              | PDT     | 9.639   |            | Salvador             | Bahia              |
| Bambina Bucci                | PMDB    | 9.530   |            | Batatais             | São Paulo          |
| Eliomar Coelho               | PT      | 9.454   |            | Coremas              | Paraíba            |
| José Richard                 | PL      | 9.274   |            | Porto Alegre         | Rio Grande do Sul  |
| Edson Santos                 | PCdoB   | 8.679   |            | Rio de Janeiro       | Rio de Janeiro     |
| Mário Dias                   | PDT     | 8.536   |            |                      |                    |
| Guilherme Haeser             | PT      | 8.518   |            |                      |                    |
| Roberto Cid                  | PDT     | 8.089   |            | Rio de Janeiro       | Rio de Janeiro     |
| Paulo Emílio                 | PDT     | 7.973   |            |                      |                    |
| Carlos Alberto Torres        | PDT     | 7.939   |            | Rio de Janeiro       | Rio de Janeiro     |
| Laura Carneiro               | PSDB    | 7.837   |            | Rio de Janeiro       | Rio de Janeiro     |
| Sami Jorge                   | PDT     | 7.429   |            | Rio de Janeiro       | Rio de Janeiro     |
| Wilmar Palis                 | PDT     | 7.414   |            | Uberaba              | Minas Gerais       |
| Jorge Pereira                | PASART  | 6.781   |            | Rio de Janeiro       | Rio de Janeiro     |
| Ivo da Silva                 | PTR     | 6.050   |            | Rio de Janeiro       | Rio de Janeiro     |
| Wagner Siqueira              | PTR     | 5.973   |            | Rio de Janeiro       | Rio de Janeiro     |
| Ivanir de Melo               | PDC     | 5.639   |            | Rio de Janeiro       | Rio de Janeiro     |
| Américo Camargo              | PL      | 5.639   |            |                      |                    |
| Carlos de Carvalho           | PTB     | 5.514   |            | Rio de Janeiro       | Rio de Janeiro     |
| César Pena                   | PS      | 3.242   |            |                      |                    |
| Beto Gama                    | PS      | 2.821   |            | Rio de Janeiro       | Rio de Janeiro     |
| Fontes:                      |         |         |            |                      |                    |